# Enero Blanco
Enero Blanco (Janeiro Branco, en portugués) es una campaña internacional de sensibilización que surgió en Brasil en 2014, con el objetivo de crear conciencia sobre la importancia de la salud mental como un aspecto vital para mejorar el bienestar de las personas, fomentar relaciones sociales más saludables e impulsar transformaciones positivas en las instituciones sociales de todo el mundo.
Esta campaña ha sido estratégicamente diseñada para llevarse a cabo en enero, ya que este mes es ampliamente reconocido como un momento propicio para la autorreflexión, el establecimiento de nuevas metas y el planteamiento de resoluciones para el año entrante.
El color blanco fue elegido por su significado simbólico, evocando imágenes de hojas en blanco o lienzos, que representan las infinitas posibilidades de autoexpresión y libertad creativa. Además, el color blanco sirve como un recordatorio de que cada individuo tiene el poder de moldear y redefinir su propia historia, así como de contribuir a cambios positivos en el mundo. El blanco simboliza los horizontes abiertos que trae consigo el inicio de cada año, generando una sensación de potencial ilimitado para la humanidad.
La campaña fue concebida originalmente por Leonardo Abrahão, un psicólogo de Minas Gerais, quien desarrolló la idea a finales de 2013. Abrahão propuso el concepto a otros psicólogos en Uberlândia (MG) e instó a los profesionales de la salud mental a contribuir activamente para aumentar la conciencia sobre la salud mental entre personas de diferentes orígenes. En enero de 2014, los profesionales salieron con entusiasmo a las calles y a diferentes lugares públicos y privados de la ciudad, utilizando enfoques didácticos, pedagógicos y proactivos para fomentar discusiones significativas sobre la salud mental. Además, Enero Blanco también tiene como objetivo sensibilizar a las autoridades políticas sobre la importancia crucial de desarrollar políticas públicas que aborden los problemas de salud mental. Esta faceta de la campaña tiene como objetivo sensibilizar a los responsables de la formulación de políticas, instándolos a reconocer y priorizar las iniciativas de salud mental en los programas gubernamentales. Al abogar por políticas integrales, Enero Blanco se esfuerza por promover mejoras en los servicios de salud mental y los sistemas de apoyo a nivel sistémico.
Desde su creación, la Campaña de Enero Blanco ha experimentado un rápido crecimiento y se ha convertido en el movimiento mundial más grande dedicado a la salud mental. La campaña ha expandido su alcance a numerosos países, incluyendo Angola, Colombia, Japón, Estados Unidos, Portugal, España y Cabo Verde. Estos homólogos internacionales han adoptado y aplicado los principios de la campaña, amplificando su impacto y promoviendo la conciencia sobre la salud mental a nivel global.
La campaña abarca una amplia variedad de actividades destinadas a promover la sensibilización sobre la salud mental. Estas actividades incluyen conferencias, charlas relámpago, talleres, cursos, entrevistas con los medios de comunicación, eventos en vivo, caminatas y círculos de conversación. Enero Blanco busca involucrar a las personas en una variedad de entornos donde se reúnen, como calles, plazas, iglesias, empresas, residencias, gimnasios, centros comerciales, hospitales y ayuntamientos, entre otros. Al adoptar este enfoque multifacético, la campaña se esfuerza por llegar y conectarse con personas de diversos orígenes, fomentando así conversaciones significativas y promoviendo la conciencia sobre la salud mental en una amplia gama de comunidades.
En el año 2023, el tema de Enero Blanco fue "A Vida Pede Equilíbrio!" ("¡La vida pide equilibrio!", en español). Este tema resalta la importancia de alcanzar un equilibrio armonioso entre las diferentes facetas de la vida. Sirve como un poderoso recordatorio para que las personas prioricen su salud mental y se esfuercen por alcanzar el equilibrio en todas las áreas de su vida, ya sea en el ámbito personal, social o profesional.
El 26 de abril de 2023, se promulgó oficialmente en la Gaceta Oficial Federal de Brasil la Ley de Enero Blanco, luego de ser sancionada por el Gobierno Federal de Brasil el 25 de abril de 2023. Este importante logro representa el reconocimiento y apoyo oficial de la campaña a nivel nacional. La promulgación de la Ley de Enero Blanco resalta la importancia crucial de fomentar el bienestar mental y generar conciencia en la sociedad brasileña. Destaca el compromiso de promover la salud mental y fomentar una cultura de bienestar en todo el país. La Ley de Enero Blanco (Ley 14.556/2023) tiene como objetivo la realización de campañas nacionales de sensibilización sobre la salud mental durante el mes de enero. Estas campañas estarán enfocadas en promover hábitos y entornos saludables, además de reducir el estigma de las enfermedades psiquiátricas.